# Szewo
Szewo – wieś w Polsce położona w województwie kujawsko-pomorskim, w powiecie włocławskim, w gminie Lubień Kujawski.
| SIMC    | Nazwa            | Rodzaj    |
| ------- | ---------------- | --------- |
| 0866076 | Grabina          | część wsi |
| 0866082 | Myszki           | część wsi |
| 1035093 | Rumunki Szewskie | część wsi |
| 1035220 | Szewskie Budy    | część wsi |

W latach 1975–1998 miejscowość administracyjnie należała do województwa włocławskiego. Według Narodowego Spisu Powszechnego (III 2011 r.) liczyła 138 mieszkańców. Jest dziewiętnastą co do wielkości miejscowością gminy Lubień Kujawski.